# Ireneusz Kreja
Ireneusz Kreja (ur. 1 sierpnia 1955 w Sopocie) – polski inżynier, profesor Politechniki Gdańskiej, dziekan Wydziału Inżynierii Lądowej i Środowiska w kadencjach 2008–2012 i 2012–2016, specjalista z zakresu mechaniki konstrukcji.

## Działalność naukowa i zawodowa
Absolwent klasy matematycznej I Liceum Ogólnokształcącego w Gdańsku im. Mikołaja Kopernika (1974). Absolwent Wydziału Budownictwa Lądowego Politechniki Gdańskiej (1979). Od 1979 pracuje na PG. W 1989 uzyskał doktorat (z wyróżnieniem), na Wydziale Budownictwa Lądowego, a w 2008 habilitował się (również z wyróżnieniem) na Wydziale Inżynierii Lądowej i Środowiska PG. Od 2011 jest profesorem nadzwyczajnym PG. Na Politechnice Gdańskiej pełnił funkcje: prodziekana do spraw kształcenia (2004–2008) oraz dziekana (2008–2012, 2012–2016) Wydziału Inżynierii Lądowej i Środowiska. Członek Senatu PG (2008–2016). Od 2011 roku jest członkiem Rady Naukowej Instytutu Budownictwa Wodnego PAN w Gdańsku.
Autor ponad 120 publikacji naukowych. Tematyka jego badań obejmuje m.in.: numeryczną analizę konstrukcji, nieliniową analizę płyt i powłok, analizę transportu ciepła z uwzględnieniem zjawiska zmiany stanu, kontynualny model uszkodzeń, komputerową symulację prób zderzeniowych pojazdów, analizę prętów cienkościennych oraz analizę płyt i powłok wielowarstwowych.
Przez ponad 3 lata pracował na uczelniach zagranicznych (Concordia University w Montrealu oraz University of Windsor w Kanadzie, Bergische Universität w Wuppertalu oraz RWTH Aachen w Niemczech, Florida State University w Tallahassee, USA). Jest członkiem Sekcji Mechaniki Konstrukcji i Materiałów Komitetu Inżynierii Lądowej i Wodnej PAN, Polskiego Towarzystwa Mechaniki Teoretycznej i Stosowanej oraz Polskiego Towarzystwa Metod Komputerowych w Mechanice. 

## Ordery i odznaczenia, nagrody
- Srebrny Krzyż Zasługi (1999)[1]
- Medal Komisji Edukacji Narodowej (2003)
- Wyróżnienie Ministra Budownictwa za opiekę promotorską nad wyróżnioną pracą dyplomową w konkursie Ministra Budownictwa za najlepsze prace dyplomowe, doktorskie, habilitacyjne i publikacje w roku 2006
- Nagroda Gdańskiego Towarzystwa Naukowego za wybitne osiągnięcia w dziedzinie nauk technicznych (1989)
- Nagroda Ministra Infrastruktury za pracę habilitacyjną w 43. edycji konkursu na najlepsze prace dyplomowe, doktorskie, habilitacyjne i publikacje  (2008)